# Máragyulafalva község
Máragyulafalva község (románul: Comuna Giulești) község Máramaros megyében, Romániában. Központja Máragyulafalva, beosztott falvai Bárdfalva, Fejérfalva, Gyulamonostor.

## Népessége
A 2011-es népszámlálás adatai alapján a község népessége 3113 fő volt.